# Lascăr Rosetti

Mormântul lui Lascăr Rosetti de la Cimitirul Eternitatea din Iași.

Lascăr Rosetti (n. 7 septembrie 1816 – d. 28 aprilie 1884) a fost un om politic român, ministru în guvernul lui Vasile Sturdza de la Iași. Lascăr a fost al treilea fiu al hatmanului Răducanu Roset și al Eufrosinei Manu.

## Biografie
A urmat gimnaziul la München (1830), apoi dreptul la universitățile din Heidelberg și Göttingen, luându-și doctoratul. A participat la mișcarea
revoluționară de la 1848 din Moldova, ca organizator al Adunării de la hotelul Sankt Petersburg din Iași, făcând parte din delegația care i-a
prezentat domnului Moldovei, Mihail Sturdza, programul de revendicări. A fost arestat, dar a reușit să evadeze, împreună cu alți revoluționari, 
la Brăila, ajungând apoi în Transilvania, unde a participat la Adunarea de la Blaj din 3 mai 1848. În anul 1859 a participat activ la alegerea lui Alexandru Ioan Cuza în funcția de domnitor al Moldovei. A fost ulterior ministru.
A fost înhumat la Cimitirul Eternitatea din Iași.
Numele lui a fost inspiratie pentru Comuna Raducaneni, iar liceul comunii se numeste tot Lascar Rosetti 